# Putrapinggan
Putrapinggan is een bestuurslaag in het regentschap Ciamis van de provincie West-Java, Indonesië. Putrapinggan telt 4600 inwoners (volkstelling 2010).